# ستوب (روستا)
ستوب (به بلغاری: Stob) یک منطقهٔ مسکونی در بلغارستان است که در استان کیوستندیل واقع شده‌است.
 ستوب  ۶۹۵ نفر جمعیت دارد.